# Simon Geschke
Simon Geschke (Oost-Berlijn, 13 maart 1986) is een Duits voormalig wielrenner. Hij is de zoon van de voormalige wereldkampioen sprint Jürgen Geschke.

## Carrière
Simon Geschke werd in 2005 derde op de Sachsenringradrennen. Het volgende jaar werd hij op de Cinturón a Mallorca derde, tweede in de Thüringen-Rundfahrt en in de Ronde van Guadeloupe tweede. In 2007 reed hij enkele races voor het Duitse nationale U23-team. Zo won hij een etappe in de Steiermark-Rundfahrt en een etappe in de Ronde de l'Isard. In de U23-wegwedstrijd in het Duitse kampioenschap werd hij derde. In 2009 won hij als neo-prof bij de ploeg Skil-Shimano op de Ster van Bessèges (Categorie 2.1) de trui van de beste jonge renner.
In de 2014 brak hij echt door met top 10 noteringen in (semi)klassiekers als de Strade Bianche, Roma Maxima, Brabantse Pijl en de Amstel Gold Race. Dat jaar won hij ook de GP Kanton Aargau.
In 2015 won hij de 17e etappe in de Ronde van Frankrijk; een bergetappe van Digne-les-Bains naar Pra Loup.
In 2016 nam Geschke deel aan de wegwedstrijd op de Olympische Spelen in Rio de Janeiro, maar reed deze niet uit. Vier dagen later werd hij dertiende in de tijdrit.
In 2017 reed Geschke de Ronde van Italië voor Team Sunweb in dienst van kopman Tom Dumoulin. Dumoulin won deze honderdste editie van de Ronde van Italië als eerste Nederlander.
2018 was een mager jaar voor Geschke, een top-10 plaats in een Tour etappe naar Mende was een zeldzaam hoogtepunt.
In 2019 zag de renner uit Berlijn zijn voorjaar in het water vallen door een sleutelbeenbreuk ten gevolge van een zware val in de slotrit van de Ronde van Catalonië. Hij herpakte zich later dat jaar met winst in het bergklassement van de Ronde van Polen.
2020 begon goed voor de Duitser met een derde plaats in het eindklassement van de Tour Down Under.
Ook na de lockdown was Geschke in goeden doen met een vijfde plaats in de Ronde van Piemonte. Twee top-10 plaatsen in bergetappes van de Ronde van Frankrijk. Een tiende plaats in de Waalse Pijl. En een knappe 17e plaats op het wereldkampioenschap te Imola.
In 2022 reed hij enkele etappes in de bergtrui in de Ronde van Frankrijk. Deze moest hij na de 18e etappe afstaan aan Jonas Vingegaard.

## Overwinningen
2007
1e etappe Ronde van de Isard
2009
Jongerenklassement Ster van Bessèges
2011
2e etappe Internationaal Wegcriterium
Bergklassement Ronde van de Sarthe
2014
GP Kanton Aargau
2015
Sprintklassement Ruta del Sol
17e etappe Ronde van Frankrijk
2019
Bergklassement Ronde van Polen

## Resultaten in voornaamste wedstrijden
| Jaar | Ronde van Italië | Ronde van Frankrijk | Ronde van Spanje |
| ---- | ---------------- | ------------------- | ---------------- |
| 2009 |                  | 113e                |                  |
| 2010 |                  |                     |                  |
| 2011 |                  |                     | 115e             |
| 2012 |                  |                     | 71e              |
| 2013 |                  | 75e                 |                  |
| 2014 | 69e              |                     |                  |
| 2015 | 89e              | 38e (1)             |                  |
| 2016 |                  | 66e                 |                  |
| 2017 | 54e              | 64e                 |                  |
| 2018 |                  | 25e                 | opgave           |
| 2019 |                  | 63e                 |                  |
| 2020 |                  | 48e                 | opgave           |
| 2021 |                  | 62e                 |                  |
| 2022 |                  | 45e                 |                  |
| 2023 |                  | opgave              |                  |
| 2024 | 14e              | 94e                 |                  |

| Jaar | Milaan-San Remo | Amstel Gold Race | Luik-Bast.‑Luik | Ronde van Lombardije | Brabantse Pijl | Waalse Pijl | Eschborn-Frankfurt |  | WK op de weg |  | Wereldranglijsten |
| ---- | --------------- | ---------------- | --------------- | -------------------- | -------------- | ----------- | ------------------ |  | ------------ |  | ----------------- |
| 2009 |                 |                  | 109e            |                      |                | 120e        | 10e                |  |              |  |                   |
| 2010 |                 | 36e              |                 |                      | 16e            |             | 10e                |  |              |  | 261e (UWK)        |
| 2011 |                 | 39e              | opgave          |                      | 10e            | 108e        | 8e                 |  |              |  |                   |
| 2012 | 13e             | 44e              | opgave          | opgave               | opgave         | 57e         | 33e                |  | 72e          |  |                   |
| 2013 | 79e             | 18e              | 19e             |                      | 5e             | 74e         | 26e                |  | 14e          |  | 159e (UWT)        |
| 2014 | 54e             | 6e               | 24e             | opgave               | 4e             |             |                    |  |              |  |                   |
| 2015 |                 |                  | 63e             | 98e                  |                |             |                    |  | 90e          |  | 101e (UWT)        |
| 2016 | 19e             | 42e              | 94e             | 39e                  |                | 137e        | 15e                |  |              |  |                   |
| 2017 | 87e             | 54e              |                 | 69e                  | opgave         | 148e        |                    |  | 20e          |  | 275e (UWT)        |
| 2018 |                 | 87e              | 68e             |                      |                | 68e         |                    |  | 24e          |  | 234e (UWT)        |
| 2019 |                 |                  |                 | 84e                  |                |             |                    |  | opgave       |  | 597e (UWR)        |
| 2020 |                 |                  | 30e             | 20e                  |                | 10e         |                    |  | 17e          |  |                   |
| 2021 |                 | 42e              | 59e             | 93e                  |                | 76e         | 51e                |  |              |  |                   |
| 2022 | 32e             |                  | 35e             | 46e                  |                | 49e         |                    |  |              |  |                   |
| 2023 |                 |                  | opgave          | 90e                  |                |             |                    |  |              |  |                   |
| 2024 | 62e             |                  |                 |                      |                |             |                    |  | 36e          |  |                   |

## Ploegen
- 2008 –  Team Milram (stagiair vanaf 1-8)
- 2009 –  Skil-Shimano
- 2010 –  Skil-Shimano
- 2011 –  Skil-Shimano
- 2012 –  Team Argos-Shimano [a]
- 2013 –  Team Argos-Shimano
- 2014 –  Team Giant-Shimano
- 2015 –  Team Giant-Alpecin
- 2016 –  Team Giant-Alpecin
- 2017 –  Team Sunweb
- 2018 –  Team Sunweb
- 2019 –  CCC Team
- 2020 –  CCC Team
- 2021 –  Cofidis
- 2022 –  Cofidis
- 2023 –  Cofidis
- 2024 –  Cofidis

Astarloa (tot 31/05) ·
Barla ·
Djoedja ·  
Eichler ·
Gajek ·
Ghisalberti ·
Grabsch ·
Haueisen ·
Hryvko · 
Jurčo · 
Knees ·
Kux ·
Lancaster ·
Müller ·
Ongarato ·   
Petacchi (tot 30/04) ·
Poitschke ·
Rigotto ·
Roels ·
Sabatini ·
Schröder ·
Schwager ·
Terpstra ·
M. Velits ·
P. Velits ·
Velo ·
Zabel ·
Geschke (stagiair) ·
Hassink (stagiair) ·
Schluter (stagiair)
Beppu ·
Curvers ·
De Backer ·
Deroo ·
Docker ·
Doi ·
Eltink ·
Feng ·
Geschke ·
Goesinnen ·
Hivert ·
Houanard ·
van Hummel ·
Hupond ·
Ji · 
Jin ·
de Kort ·
Lemoine ·
Rooijakkers ·
Timmer ·
Veelers · 
Wagner ·
Antomarchi (stagiair) · 

de Jonge (stagiair) · 
Vissers (stagiair) 
Chaigneau ·
Cornu ·
Curvers ·
De Backer ·
Deroo ·
Docker ·
Doi ·
Feng ·
Geniez ·
Geschke ·
Goesinnen ·
Houanard ·
Huguet ·
van Hummel ·
Hupond ·
Ji · 
Jin ·
de Kort ·
Rooijakkers ·
Timmer ·
Veelers · 
Vissers · 
Wagner ·
Wilmann ·
Damuseau (stagiair) ·
van Zandbeek (stagiair)
Bonnin ·
Chaigneau ·
Curvers ·
Damuseau ·
De Backer ·
Docker ·
Doi ·
Feng ·
Fröhlinger ·
Geniez ·
Geschke ·
Huguet ·
van Hummel ·
Hupond ·
Ji · 
Kittel ·
Kluge ·
de Kort ·
Reimer ·
Sprick ·
Timmer ·
Veelers · 
van Zandbeek · 

Ludvigsson (stagiair) ·
Oostlander (stagiair) · 
Ries (stagiair)
Bonnin ·
Curvers ·
Damuseau ·
De Backer ·
Degenkolb ·
Doi ·
Dumoulin ·
Feng ·
Fröhlinger ·
Geniez ·
Geschke ·
Gretsch ·
Huguet ·
Hupond ·
Ji · 
Kittel ·
Klemme ·
Kluge ·
de Kort ·
Ludvigsson ·
Sinkeldam ·
Sprick ·
Stamsnijder ·
Timmer · 

Veelers · 
van Zandbeek ·
Ahlstrand (stagiair) ·
Barguil (stagiair) · 
Boswell (stagiair) 
Ahlstrand ·
Arndt ·
Barguil · 
Clarke ·
Curvers ·
Damuseau ·
De Backer ·
Degenkolb ·
Dumoulin ·
Fröhlinger ·
Geschke ·
Gretsch ·
Huguet ·
Hupond ·
Janse van Rensburg · 
Ji · 
Kittel ·
de Kort ·
Ludvigsson ·
Mezgec ·
Parisien ·
Peterson ·
Preidler ·
Sinkeldam ·
Sprick ·
Stamsnijder ·
Timmer · 
Veelers · 
Xing ·
Holler (stagiair) · 
Jauregui (stagiair) · 
Olsson (stagiair)
Ahlstrand · Arndt · Barguil · Bulgaç · Craddock · Curvers · Damuseau · De Backer · De Kort · Degenkolb · Devenyns · Dumoulin · Fröhlinger · Geschke · Haga · Hupond · Janse van Rensburg · Ji · Kittel · Loh · T. Ludvigsson · Mezgec · Olivier · Peterson · Preidler · Sinkeldam · Sprick · Stamsnijder · Timmer · Veelers · Lammertink (stagiair) · F. Ludvigsson (stagiair) 
Arndt · Barguil · Craddock · Curvers · De Backer · De Kort · Degenkolb · Dumoulin · Fairly · Fröhlinger · Geschke · Haga · Hupond · Ji · Jones · Kittel · F. Ludvigsson · T. Ludvigsson · Mezgec · Olivier · Preidler · Sinkeldam · Stamsnijder · Timmer · Van der Haar · Veelers · Waeytens · Walscheid (stagiair)
Andersen · Arndt · Barguil · Curvers · Ten Dam · De Backer · Degenkolb · Dumoulin · Fairly · Fröhlinger · Geschke · Van der Haar · Haga · Ji · Jones · De Kort · F. Ludvigsson · T. Ludvigsson · Lunke · Oomen · Preidler · Sinkeldam · Stamsnijder · Timmer · Veelers · Waeytens · Walscheid · Hoekstra (stagiair) · Kanter (stagiair) · Tusveld (stagiair)
Andersen · Arndt · Barguil · Bauhaus · Curvers · Ten Dam · De Backer · Dumoulin   · Fröhlinger · Geschke · Haga · Hamilton · Hofstede · Kämna · Kelderman · Lunke · Matthews · Oomen · Preidler · Sinkeldam · Stamsnijder · Teunissen · Timmer · Waeytens · Walscheid · Kanter (stagiair) · Rohde (stagiair)
Andersen · Arndt · Bauhaus · Curvers · ten Dam · Dumoulin   · Fröhlinger · Geschke · Haga · Hamilton · Hindley · Hofstede · Kämna · Kelderman · Matthews · Oomen · Stamsnijder · Storer · Teunissen · Theuns · Tusveld · Vervaeke · Walscheid
Antunes · Barta · Bernas · Bevin · Černý · ten Dam · De Marchi · Geschke · Gradek · Koch · Mareczko · Owsian · de la Parte · Pauwels · Rosskopf · Sajnok · Schär · Van Avermaet  · Van Hoecke · Van Hooydonck · Van Keirsbulck · Ventoso · Wiśniowski · Zoidl
Barta · Bevin · Černý · De la Parte · De Marchi · Geschke · Gradek · Hirt · Koch · Kotsjetkov · Mareczko · Masnada · Małecki · Paluta · Pauwels · Rosskopf · Sajnok · Schär · Trentin · Valter · Van Avermaet  · Van Hoecke · Van Hooydonck · Van Keirsbulck · Ventoso · Wiśniowski · Zakarin · Zimmermann
Allegaert · Barceló · Berhane · Bohli · Carvalho · Champion · Consonni · Drucker · Edet · Fernández · Finé · Geschke · Haas · Jesús Herrada · José Herrada · Lafay · Laporte · Martin · Morin · Perez · Périchon · Rochas · Sabatini · Sajnok · Vanbilsen · A. Viviani · E. Viviani · Wallays · Toumire (stagiair) · Zingle (stagiair) · Lebreton (stagiair)
Allegaert · Armée · Bidard · Bohli · Carvalho · Champion · Cimolai · Consonni · Coquard · Delettre · Fernández · Finé · Geschke · Jesús Herrada · José Herrada · Izagirre · Kreder · Lafay · Martin · Perez · Périchon · Renard · Rochas · Sajnok · Thomas · Toumire · Vanbilsen · Villella · Wallays · Walscheid · Zingle · Kolze Changizi (stagiair) · Lecamus-Lambert (stagiair) · Wood (stagiair)
Allegaert · Bidard · Carvalho · Champion · Cimolai · Consonni · Coquard · Delettre · Fernández · Finé · Geschke · Jesús Herrada · José Herrada · Izagirre · Kreder · Lafay · Lastra · Mariault · Martin · Noppe · Perez · Périchon · Renard · Rochas · Thomas · Toumire · Wallays · Walscheid · Wood · Zingle · Gudnitz (stagiair) · Knight (stagiair) · Larmet (stagiair)
Allegaert · Aniołkowski · Champion · Coquard · De Gendt · Debeaumarché · Elissonde · Fernández · Finé · Fretin · Geschke · Gougeard · Hermans · Herrada · G. Izagirre · J. Izagirre · Knight · Lastra · Mahoudo · Mariault · Martin · Noppe · Oldani · Perez · Renard · Robeet · Thomas · Toumire · Wood · Zingle · Coppens (stagiair) · Gruszczynski (stagiair) · Larmet (stagiair)